# 히가시모코토촌
히가시모코토촌(일본어: 東藻琴村)은 일본 홋카이도 아바시리 지청 관내의 아바시리군에 있던 촌이다.

## 지리
아바시리 지청 동부에 위치하며 아바시리시 남부에 접해 있다. 북쪽에서 남쪽의 산악지대에 걸쳐 평야와 구릉이 펼쳐져 있다.

## 역사
- 1947년 2월 11일 - 아바시리시촌, 니쿠리바케촌, 모코토촌, 나요로촌, 도후쓰촌의 각 부분에 해당하는 지역이 분촌해 성립하였다.

## 교통

### 공항
- 메만베쓰 공항

### 도로
- 국도 334호선